# Carel van den Berg
Carel Benjamin van den Berg (Hillegersberg, 12 februari 1924 – Leiden, 29 juni 1971) was een Nederlands schaker en schrijver.

## Jeugd, studie, huwelijk
Carel van den Berg was de zoon van Carel Benjamin van den Berg (sr.) en Wilhelmina Theodora de Ridder. Zijn jeugd bracht hij door in Leiden, waar hij ook het Stedelijk Gymnasium bezocht. Van den Berg studeerde tussen 1942 en 1944 in Delft, na de oorlog kort in Amsterdam en daarna filosofie in Groningen. Hij was tussen 1946 en 1948 getrouwd met Vera de Wijn-Stok en sinds 1960 met Erna de Bruijn.

## Schaker en schrijver

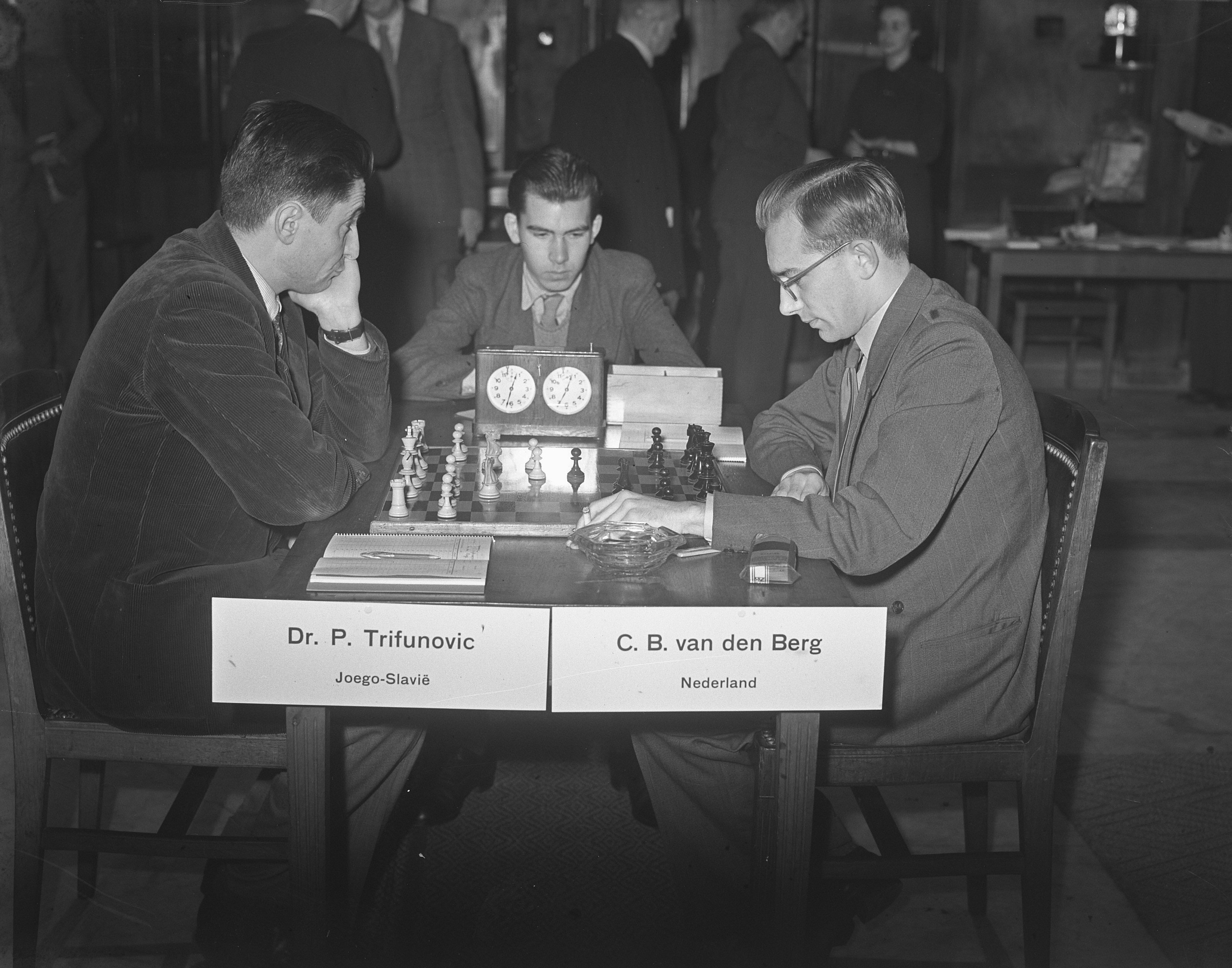
Petar Trifunović tegen Van den Berg (Amsterdam 1950)

Van den Berg was een bekende toernooischaker en internationaal meester. Hij was Nederlands kampioen correspondentieschaak (1943) en won het Daniël Noteboom-toernooi vier keer: in 1948, 1953, 1954 en 1959. Hij speelde diverse malen mee met het Hoogovenstoernooi. Van den Berg was secondant van Max Euwe voor het kandidatentoernooi (Zürich 1953). Hij was bevriend met de schakers J.H. Donner, Robert Hübner en Tabe Bas en met excentriekeling en schrijver Jan Arends. Van den Berg was lid van het Leidsch Schaakgenootschap (LSG).

Bekender dan als schaker werd Van den Berg als schrijver over schaken. Voor De Telegraaf was hij jarenlang zowel schrijver van de schaakrubriek als schaakcorrespondent, hij was medewerker aan de Losbladige Schaakberichten en werkte mee aan enkele schaakboeken, o.a. over Samuel Reshevsky.

## Publicaties van Carel van den Berg
- Max Euwe, met medew. van C.B. van den Berg: Theorie der schaakopeningen, deel 4: Half-gesloten spelen, I.: Nimzo-Indisch. Den Haag, Van Goor, 6e aangep. druk, 1967.
- Lodewijk Prins, met medew. van C.B. van den Berg en L.J. Tummers: De beste schakers van ons land. Leiden, uitg. Sijthoff, 1953
- Samuel Reshevsky: Zo schaakt Reshevsky. (Vert. uit het Engels door C.B. van den Berg). Lochem, Uitg. De Tijdstroom, 1950.

## Publicaties over Carel van den Berg
- Peter Boel: Carel van den Berg en de tijdnoodwolf. In: Matten nummer 9, 2011.
- Robert Hübner: Herinneringen aan Carel van den Berg. In: Matten nummer 12, 2013.